# Tomasz Zalega
Tomasz Zalega – polski ekonomista, doktor habilitowany nauk ekonomicznych, profesor na Uniwersytecie Warszawskim.

## Kariera naukowa
W 2000 roku na Wydziale Ekonomiczno-Socjologicznym Uniwersytetu Łódzkiego uzyskał stopień doktora nauk ekonomicznych na podstawie rozprawy pt. Wpływ bezrobocia na strukturę konsumpcji gospodarstw domowych w latach dziewięćdziesiątych, której promotorem była Stanisława Borkowska. W 2001 roku został zatrudniony na Uniwersytecie Warszawskim, gdzie w 2010 roku uzyskał na jego Wydziale Nauk Ekonomicznych stopień doktora habilitowanego nauk ekonomicznych na podstawie pracy pt. Konsumpcja w gospodarstwach domowych o niepewnych dochodach.